# Afeganistão nos Jogos Olímpicos de Verão de 2020
O Afeganistão competiu nos Jogos Olímpicos de Verão de 2020 em Tóquio. Originalmente programados para ocorrerem de 24 de julho a 9 de agosto de 2020, os Jogos foram adiados para 23 de julho a 8 de agosto de 2021, por causa da pandemia COVID-19. Foi a 15ª participação da nação nas Olimpíadas de Verão desde sua estreia em 1936.

## Competidores
Abaixo está a lista do número de competidores nos Jogos.
| Esporte   | Masculino | Feminino | Total |
| --------- | --------- | -------- | ----- |
| Atletismo | 1         | 1        | 2     |
| Natação   | 1         | 0        | 1     |
| Taekwondo | 1         | 0        | 1     |
| Tiro      | 1         | 0        | 1     |
| Total     | 4         | 1        | 5     |

## Atletismo
O Afeganistão recebeu vagas de Universalidade da IAAF para enviar dois atletas(um por gênero) às Olimpíadas.
- Nota– As posições para os eventos de pista são em relação à bateria do atleta
- Q = Qualificado para a próxima fase
- q = Qualificado para a próxima fase como o perdedor mais rápido ou, em eventos de campo, pela posição sem atingir o alvo para qualificação
- NR = Recorde nacional
- N/A = Fase não aplicável para o evento
- Bye = Atleta não precisou disputar aquela fase

Eventos de Pista e campo
| Atleta                | Evento          | Eliminatória | Eliminatória | Quartas-de-final | Quartas-de-final | Semifinal | Semifinal | Final     | Final   |
| Atleta                | Evento          | Resultado    | Posição      | Resultado        | Posição          | Resultado | Posição   | Resultado | Posição |
| --------------------- | --------------- | ------------ | ------------ | ---------------- | ---------------- | --------- | --------- | --------- | ------- |
| Sha Mahmood Noor Zahi | 100 m masculino |              |              |                  |                  |           |           |           |         |
| Kimia Yousofi         | 100 m feminino  |              |              |                  |                  |           |           |           |         |

## Natação
O Afeganistão recebeu um convite de Universalidade da FINA para enviar seus nadadores de melhor ranking (um por gênero) para o respectivo evento individual nas Olimpíadas, baseado no Sistema de Pontos da FINA de 28 de junho de 2021.
| Atleta       | Evento               | Eliminatória | Eliminatória | Semifinal | Semifinal | Final | Final   |
| Atleta       | Evento               | Tempo        | Posição      | Tempo     | Posição   | Tempo | Posição |
| ------------ | -------------------- | ------------ | ------------ | --------- | --------- | ----- | ------- |
| Fahim Anwari | 50 m livre masculino |              |              |           |           |       |         |

## Taekwondo
Atletas afegãos receberam um convite pela Comissão Tripartite.
| Atleta          | Evento          | Oitavas-de-final     | Quartas-de-final     | Semifinais           | Repescagem           | Final / BM           | Final / BM |
| Atleta          | Evento          | Adversário Resultado | Adversário Resultado | Adversário Resultado | Adversário Resultado | Adversário Resultado | Rank       |
| --------------- | --------------- | -------------------- | -------------------- | -------------------- | -------------------- | -------------------- | ---------- |
| Farzad Mansouri | +80 kg feminino |                      |                      |                      |                      |                      |            |

## Tiro
O Afeganistão recebeu um convite da Comissão Tripartite para enviar um atirador do rifle para as Olimpíadas, contanto que tivesse atingido a marca de qualificação mínima, marcando a estreia olímpica da nação no esporte.
| Atleta       | Evento                        | Qualificação | Qualificação | Final  | Final   |
| Atleta       | Evento                        | Pontos       | Posição      | Pontos | Posição |
| ------------ | ----------------------------- | ------------ | ------------ | ------ | ------- |
| Mahdi Yovari | Carabina de ar 10 m masculino |              |              |        |         |

Legenda de Qualificação: Q = Qualificado para a próxima fase; q = Qualificado para a disputa do bronze (espingarda)